# Comisión de Entidades Locales
La Comisión de Entidades Locales es una comisión parlamentaria del Senado de España responsable de todos los aspectos de la política local española. Su homóloga en el Congreso de los Diputados es la Comisión de Política Territorial y Función Pública, la cual tiene una competencia mucha más amplia.
Esta comisión se creó en el año 2000 con carácter de permanente no legislativa. Otra reforma en 2004 la configuró como una comisión legislativa, de carácter permanente, con funciones de estudio, debate e informe sobre los proyectos o proposiciones de ley que se tramitan en el Senado y que puedan afectar a los intereses locales.

## Presidentes
VII Legislatura
- María José Solana Barras (20 de diciembre de 2000-20 de enero de 2004)

VIII Legislatura
- Josep María Esquerda Segués (12 de mayo de 2004-14 de enero de 2008)

IX Legislatura
- Francisco Javier Losada de Azpiazu (13 de mayo de 2008-26 de septiembre de 2011)

X Legislatura
- Francisco Manuel de la Torre Prados (24 de enero de 2012-1 de julio de 2014)
- Francisco Javier Arenas (1 de julio de 2014-26 de octubre de 2015)

XI Legislatura
- José Ramón Bauzá (9 de febrero de 2016-2 de mayo de 2016)

XII Legislatura
- José Ramón Bauzá (14 de septiembre de 2016-23 de enero de 2019)
- María Ángeles Muñoz Uriol (19 de febrero de 2019-4 de marzo de 2019)

XIII y XIV Legislaturas
- Miguel Carmelo Dalmau Blanco (30 de julio de 2019-30 de mayo de 2023)

## Ponencias

### Actuales
Actualmente esta comisión no posee ninguna ponencia.

### Históricas
| Nombre                                                                                          | Presidente | Mandato                                           | Refs. |
| ----------------------------------------------------------------------------------------------- | ---------- | ------------------------------------------------- | ----- |
| Ponencia de estudio sobre los Pactos Locales                                                    | -          | 3 de abril de 2001-20 de enero de 2004            | [ 2 ] |
| Ponencia de estudio de la financiación local                                                    | -          | 28 de noviembre de 2005-14 de enero de 2008       | [ 2 ] |
| Ponencia de estudio sobre las Entidades Locales en el marco de la Unión Europea                 | -          | 16 de septiembre de 2008-26 de septiembre de 2011 | [ 3 ] |
| Ponencia de estudio para la adopción de medidas en relación con la despoblación rural en España | -          | 8 de abril de 2014-10 de junio de 2015            | [ 4 ] |

## Composición actual
Actualmente está compuesta por 28 senadores:
| Mesa de la Comisión | Mesa de la Comisión | Mesa de la Comisión       | Mesa de la Comisión       | Mesa de la Comisión            | Mesa de la Comisión            | Mesa de la Comisión              | Mesa de la Comisión             |
| Presidente | Presidente | Vicepresidente primero    | Vicepresidente primero    | Vicepresidente segundo         | Vicepresidente segundo         | Secretario primero               | Secretario segundo              |
| --- | --- | ------------------------- | ------------------------- | ------------------------------ | ------------------------------ | -------------------------------- | ------------------------------- |
| Miguel Carmelo Dalmau Blanco (PSOE) | Miguel Carmelo Dalmau Blanco (PSOE)                                                                                               | Jesús Caro Adanero (PSOE) | Jesús Caro Adanero (PSOE) | Gerardo Martínez Martínez (PP) | Gerardo Martínez Martínez (PP) | Obdulia Taboadela Álvarez (PSOE) | Antonio Serrano Aguilar (PP)    |
| Miembros de la Comisión | |                           |                           |                                |                                |                                  |                                 |
| Grupo Socialista | Grupo Popular | Grupo ERC-EH Bildu        | Grupo Ciudadanos          | Grupo Vasco                    | Grupo Nacionalista             | Grupo Izquierda Confederal       | Grupo Mixto                     |
| - Rafael Esteban Santamaría - María Jesús Castro Mateos - María del Carmen García Querol - María Nieves Hernández Espinal - Jesús Martín Rodríguez - Sergio Carlos Matos Castro - María del Carmen Morán Franco - María Isabel Moreno Duque - Alfonso Carlos Moscoso González - Inés María Plaza García - María Jesús Serrano Jiménez - Ana Isabel Villar Lechón | - Fernando Priego Chacón - Javier Lacalle - Juan Pablo Martín Martín - Jorge Domingo Martínez Antolín - María Ángeles Muñoz Uriol | - Elisenda Pérez Este     | - Carlos Pérez González   | - Juan Carlos Medina Martínez  | - María Teresa Rivero Segalàs  | - José Manuel Sande García       | - José Miguel Fernández Viadero |
| Fuente: | |                           |                           |                                |                                |                                  |                                 |